# Beaulieu (Puy-de-Dôme)
Beaulieu település Franciaországban, Puy-de-Dôme megyében. Lakosainak száma 474 fő (2022. január 1.). Beaulieu Auzat-la-Combelle, Brassac-les-Mines, Le Breuil-sur-Couze, Charbonnier-les-Mines, Saint-Germain-Lembron és Nonette-Orsonnette községekkel határos.

## Népesség
A település népességének változása:
| Lakosok száma | 409  | 423  | 447  | 461  | 465  | 467  | 477  | 476  | 474  |
|               | 2013 | 2015 | 2016 | 2017 | 2018 | 2019 | 2020 | 2021 | 2022 |